# Maria Paleóloga
Maria Paleóloga (em grego: Μαρία Παλαιολογίνα) era uma filha ilegítima do imperador bizantino Miguel VIII Paleólogo (r. 1258–1282), esposa do cã mongol Abaca e uma das mais importantes lideranças cristãs entre os mongóis. Depois da morte de Abaca, tornou-se a líder de um mosteiro em Constantinopla que foi depois batizado pela população em sua homenagem de Santa Maria dos Mongóis.

## Contexto histórico

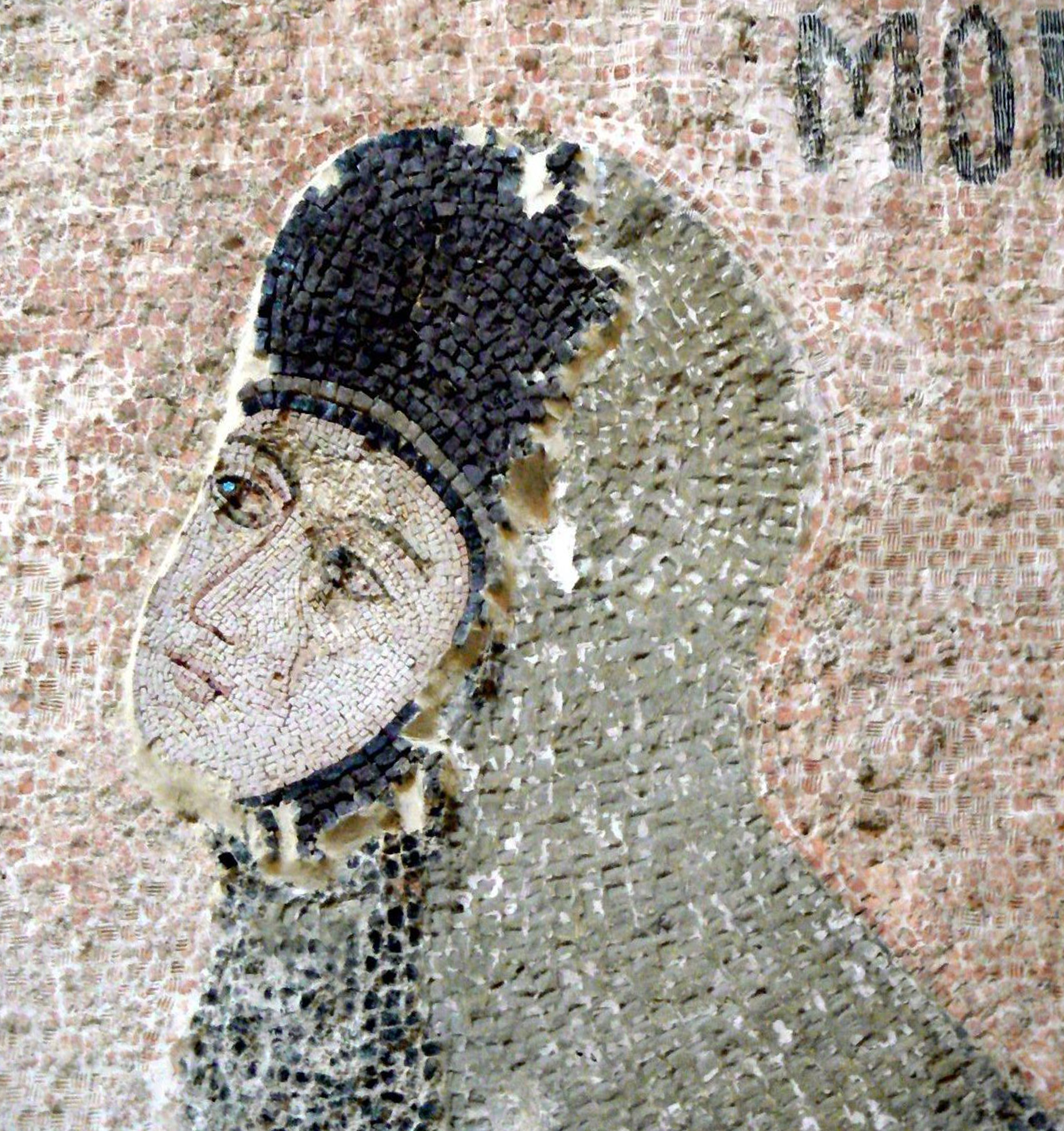
"Maria dos Mongóis". Detalhe do mosaico da Deesis na Igreja de Chora, em Istambul.

No século XIII, o Império Mongol, fundado por Gengis Cã, estava em sua maior extensão territorial. Hulagu, neto de Gêngis, havia atravessado com seu exército da Pérsia à Síria, destruindo califados islâmicos com séculos de existência, como o dos abássidas e dos aiúbidas, e liderado o infame saque de Bagdá em 1258, considerado o evento mais desastroso da história do islã.
Porém, o Império Mongol estava passando por disputas internas e, embora o centro de poder do grão-cã continuasse sendo Caracórum, o império se dividiu em quatro "canatos", um para cada um dos netos de Gêngis. A porção de Hulagu era conhecida como Ilcanato e se estendia por toda a região que hoje cobre partes da Turquia e do Irã no oeste e do Paquistão no leste. A porção norte, que cobre partes da Rússia e da Europa oriental, era conhecida como Horda Dourada. As relações entre estes canatos não eram amigáveis e batalhas ocorriam frequentemente entre eles, mesmo quando estavam todos tentando estender seus territórios para o ocidente, em direção à Europa, Grécia e o Oriente Médio.

## Casamento arranjado
Miguel VIII, o imperador bizantino em Constantinopla, tentou manter relações amigáveis com os canatos. Hulagu vinha tentando conseguir uma senhora da família imperial para aumentar sua já extensa coleção de esposas e Miguel selecionou sua filha ilegítima, Maria, para cumprir a função. Ele também noivou outra de suas filhas, a irmã de Maria, Eufrósine Paleóloga, com Nogai, o comandante da Horda Dourada. Ambos os canatos eram conhecido por sua tolerância em relação aos cristãos.
Maria partiu em 1265 para sua viagem até a corte de Hulagu, seu futuro esposo. Foi escoltada pelo abade do Mosteiro do Cristo Pantocrator, Teodósio de Villehardouin. O historiador Steven Runciman relata que ela foi acompanhada ainda pelo patriarca grego ortodoxo de Antioquia Eutímio. Porém, em Kayseri, a comitiva soube que Hulagu tinha morrido e, por isso, Maria teve que casar-se com o filho dele, Abaca. Ela levou uma vida piedosa e era bastante influente na política e na esfera religiosa dos mongóis, muitos dos quais eram cristãos nestorianos desde tempos imemoriais. Eles primeiro buscaram apoio em Doquz Khatun, a esposa de Hulagu, como líder espiritual e, quando ela morreu, em 1265, o mesmo sentimento foi direcionado a Maria, que passou a ser chamada de Despina Khatun ("despina", Δέσποινα, significa "senhora" em grego).

## Viuvez

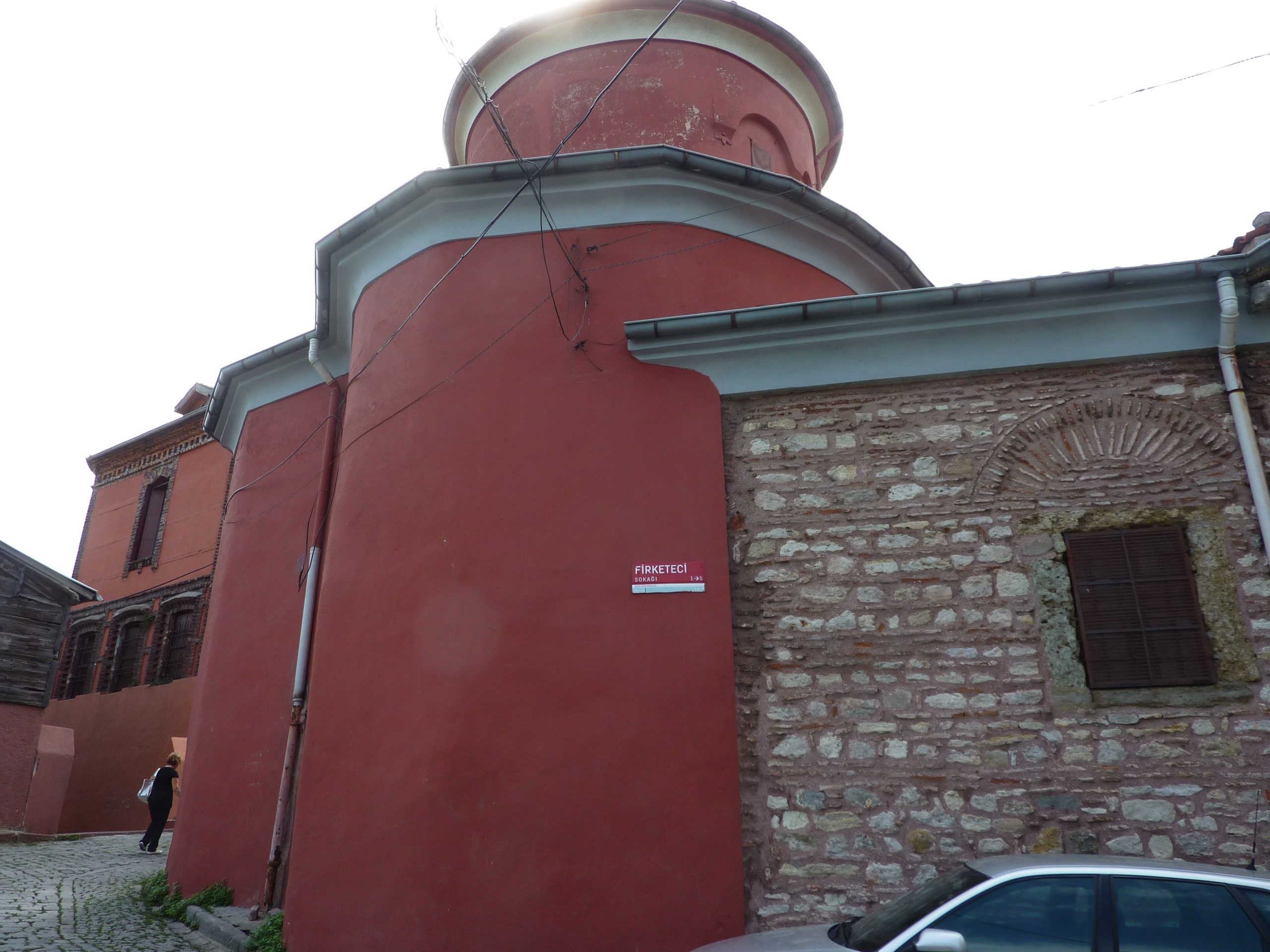
Igreja de Santa Maria dos Mongóis, no bairro de Fener, em Istambul. A única igreja cristã que não foi transformada em mesquita depois da queda de Constantinopla e que até hoje serve aos cristãos de Istambul. Maria morreu e foi enterrada lá

Maria viveu na corte de Abaca na Pérsia por quinze anos até que seu marido, um seguidor do tengriismo, morreu e foi sucedido por seu irmão muçulmano Amade. Ela continuou vivendo entre os mongóis e, de acordo com o manuscrito de Órleães, Baidu Cã era amigo de Maria e a visitava frequentemente.
Durante o reinado de Andrônico II, outra princesa bizantina foi oferecida como esposa para um príncipe mongol, Charbanda, o governante do Oriente Médio, com o objetivo de assegurar uma aliança contra o poder dos ascendentes otomanos, que, na época, ameaçavam a cidade bizantina de Niceia. Outra princesa chamada Maria foi enviada para lá, tanto para encorajar os defensores quanto para acelerar as negociações com os mongóis sobre seu casamento. Ela se encontrou com o sultão otomano Osmã I, mas seu comportamento, considerado ameaçador, só serviu para atiçar os inimigos. Antes que os 30 000 soldados mongóis chegassem, os otomanos atacaram a fortaleza de Tricocca, fundamental para a defesa de Niceia, e a conquistaram.
Maria foi então forçada a voltar para Constantinopla, onde tornou-se a abadessa do Mosteiro Panagiotissa, onde ficou pelo resto da vida.

## Legado
A igreja do mosteiro onde Maria ficou era dedicado a Virgem Maria, mas, por causa da associação de Maria Paleóloga com o local, tornou-se popularmente conhecido como "Igreja de Santa Maria dos Mongóis", embora Maria jamais tenha sido formalmente canonizada.
A igreja é chamada pelos turcos de "Igreja de Sangue"("Kanli Kilise"), pois o edifício foi o local de intensos combates durante a captura de Constantinopla pelos otomanos. É a única igreja da cidade que jamais foi convertida em mesquita por ordem do próprio sultão Maomé, o Conquistador. Está localizada em Tevkii Cafer Mektebi Sok, no bairro de Fener.
Ainda existe um retrato contemporâneo de Maria num mosaico no nártex do Mosteiro de Chora, no qual ela aparece como uma freira — identificada por uma inscrição de seu nome monástico "Melania" — no canto inferior direito da cena da Deesis.